# Огланы

Оглан Нуралы мурза — посол Крымского ханства в Швеции

Оглан (от огул — буквально «сын» на тюркских языках), тур. oǧlan — юноша — в Золотой орде титул членов рода Чингисхана, не занимавших ханского престола.
В других источниках указано что огланами, в Золотой орде,  назывались члены ханской семьи из линий, не восходивших на престол. В Крымском и Казанском ханствах огланы — привилегированное военное сословие, первоначально стояли во главе кавалерийских соединений ханства (орды), к концу существования ханства, исполнявшие ответственную и руководящую службу по армии и имевшее право наряду с духовенством и титулованной знатью участвовать в курултае.
Огланов много сосредоточилось в Польском королевстве, где они состояли на военной службе и где из них и возникли Уланы. Пажи при дворе турецких султанов — Ич-огланы, а почётная стража турецких султанов — Ик-огланы. 
Оглан в значении мальчик, парень также употребляется в турецкой сказке М. Ю. Лермонтова «Ашик-Кериб».

## В Казанском ханстве
Источник 
Вероятно, в Казанском ханстве огланы возглавляли конницу, поскольку для обозначения некоторых кавалерийских частей до сих пор сохранилось название «уланы».
Огланы наряду с духовенством и князьями постоянно упоминаются в официальных актах Казанского ханства. Во времена междуцарствий государственные акты писались от имени сеида, князей и огланов.
Временами, особенно в конце существования Казанского ханства, когда для обороны страны было особенно необходимо усиление военной организации, некоторые огланы даже становились во главе управления государством, в частности, огланы Кучак (1546−1551 гг.) и Худай-Кул (1551−1552 гг.).
В качестве привилегированного сословия огланы обладали поместьями, дававшимися им в качестве жалованья за службу. Названия селений Уланово (в Кулаевской волости Казанского уезда, в Клянчинской и Ульянковской волостях Свияжского уезда), Кошаково (Казанский уезд) и т.п. свидетельствуют о землевладельцах-огланах. Однако, по сравнению с обширными владениями биков и мурз поместья огланов являлись мелкими и малодоходными.
Выдающееся значение огланов в государственной жизни страны объясняется той исключительной ролью, какую огланы имели при организации Казанского ханства. Возрождение Болгарского государства Улу Мухаммедом было совершено посредством сильной военной организации, которая опиралась именно на огланов.